# Уильям де Мандевиль
Уильям (I) де Мандевиль (англ. William de Mandeville; ум. 1105/1116) — англо-нормандский аристократ и землевладелец, констебль лондонского Тауэра в 1100—1103 годах, сын Жоффруа (I) де Мандевиля и Адели. По своим владениям он был одним из богатейших магнатов Англии, однако в результате побега важного заключённого из Тауэра впал в немилость и был лишён английским королём Генрихом I Боклерком трёх самых богатых своих маноров, приносивших треть доходов, и должности констебля Тауэра. Эти маноры удалось вернуть только его сыну Жоффруа (II) де Мандевилю, 1-му графу Эссексу, во время правления короля Стефана Блуаского

## Происхождение
Первым достоверно известным представителем рода является Жоффруа (I) де Мандевиль — участник нормандского завоевания Англии.  
Согласно «Книге Страшного суда» в 1086 году Жоффруа владел землями, приносившие ему ежегодный доход в 740 фунтов, которые были сосредоточены в Эссексе, Мидлсексе и Хартфордшире, а также в семи других графствах. Таким образом он входил в число наиболее крупных земельных магнатов Англии, занимая по доходам 11 место среди немирян. Также Жоффруа занимал должности констебля Тауэра и был шерифом Эссекса, Лондона, Миддлсекса и Хартфордшира.  
В отличие от других крупных земельных магнатов, которые происходили из известных континентальных родов, о предках Жоффруа ничего неизвестно. Нормандский поэт Вас называет Жоффруа просто «сеньором де Мандевиль» (лат. «li Sire de Maguevile»). Точную идентификацию места происхождения Мандевилей провести сложно, поскольку топонимов с названиями Manneville, Magna Villa и Magnevilla во Франции достаточно много. Высказывались разные предположения об идентификации места его происхождения. Среди возможных мест назывались  Маньвиль около Валони (департамент Манш), Мандевиль в кантоне Тревьер (департамент Кальвадос), Кольмениль-Манвиль (департамент Приморская Сена), Тиль-Манфиль (департамент Приморская Сена)}. Отсутствие информации о происхождении или о карьере Жоффруа в Нормандии, вероятно, говорит о его достаточно скромном происхождении.
Жоффруа был женат дважды, от первого брака с Аделью, происхождение которой неизвестно, оставил несколько сыновей и дочь. Старшим из этих сыновей был Уильям.

## Биография
Год рождения Уильяма неизвестен. Около 1000 года он занял должность констебля Тауэра, которую ранее занимал его отец. Но в 1101 году из Тауэра бежал важный политический заключённый — Ранульф Фламбард, который летом того же года организовал вторжение в Англию Роберта Куртгёза, брата короля Генриха I Боклерка, едва не стоившем тому короны. За свою неосторожность (или умысел) Уильям был приговорён к огромному штрафу в 2200 фунтов. До его полной выплаты он был вынужден отказаться от трёх своих самых ценных маноров: Собриджворт в Хартфордшире и Уолден и Грейт Уолтем в Эссексе. Согласно «Книге Страшного суда», Собриджворт и Уолден приносили ежегодный доход по 50 фунтов, а Грейт Уолтем — 60 фунтов, что составляло треть от доходов маноров Мандевилей в Англии (489 фунтов). Конфискация поместий исключила Уильяма из числа самых богатых английских магнатов.
Между 1103 и 1103 годами (вероятно, в 1103 году) король Генрих I уведомил аристократов Эссекса и Хартфордшира о том, что пока Уильям де Мандевиль не выплатит долг, он передал указанные маноры под управление Эда де Ри, своего верного соратника, занимавшего при его дворе должность сенешаля. Уильям был женат на Маргарите, наследнице Эда; таким образом, поместья остались в семье, но Уильям их не мог контролировать. Также Уильям лишился должности констебля Тауэра, переданную тому же Эду.
После 1105 года упоминания об Уильяме пропадают. Он умер не позже 1116 года, оставив урезанное наследство единственному сыну Жоффруа (II), который в момент смерти отца был, вероятно, несовершеннолетним. Маргарита, вдова Уильяма, вышла замуж вторично, её новым мужем стал Оттивел (Отье), незаконнорожденный сын Гуго д’Авранша, 1-го графа Честера, воспитатель детей короля Генриха I. Именно Оттивелу в феврале 1120 были переданы под управление конфискованные поместья Мандевилей, однако после его гибели при крушении Белого корабля поместья оказались под управлением короны. Только во время правления короля Стефана Блуаского Жоффруа II удалось вернуть родовые поместья Мандевилей и должность констебля Тауэра, а около 1140 года он получил титул графа Эссекса.

## Брак и дети
Жена: с 1000/1005 Маргарита де Ри, дочь Эда де Ри, сенешаля королевского двора, и Рохезы. Дети:
- Жоффруа (II) де Мандевиль (1100/1105 — 14/16 сентября 1144), 1-й граф Эссекс с 1140[3][4].
- Беатис де Мандевиль (около 1105 — около 1197); 1-й муж: Хью III Толбот (развод); 2-й муж: Уильям де Сей (ум. около 1155). Внучка Беатрис от 2-го брака после угасания старшей ветви Мандевилей стала наследницей их владений[4].

Возможно, что в этом браке родилась ещё одна дочь:
- Алиса; муж: Уильям Капра[К 1].